# Angelo Carasale
Angelo Carasale (... – Napoli, 12 marzo 1742) è stato un architetto e impresario teatrale italiano, imprenditore edile ed appaltatore, attivo a Napoli durante il regno di Carlo di Borbone, diresse i lavori per la costruzione del Teatro San Carlo, la Reggia di Capodimonte e la Villa reale di Portici.
A partire dal 1740 fu coinvolto in alcune beghe giudiziarie, l'ultima delle quali - inerenti agli apprezzi delle sue opere da lui effettuate ed alla liquidazione di 266.850 ducati sborsatigli a conto delle sole fabbriche della Reggia di Napoli - gli fu fatale: rinchiuso in galera a causa della prassi assai sbrigativa della giustizia borbonica, morì in prigione per apoplessia quando ancora il processo a suo carico non era iniziato.